# Neste
A Neste folyó Dél-Franciaországban, a Garonne bal oldali mellékfolyója.

## Földrajzi adatok
A folyó a Pireneusokban ered, Hautes-Pyrénées megyében, 2300 méter magasan, és Montréjeau városkánál ömlik be a Garonne-ba. A vízgyűjtő terület nagysága 870 km², hossza 73 km. Átlagos vízhozama 19,4 m³ másodpercenként.

## Megyék és helységek a folyó mentén
- Hautes-Pyrénées: Saint-Lary-Soulan , Arreau , Saint-Laurent-de-Neste
- Haute-Garonne: Montréjeau